# Guzhen

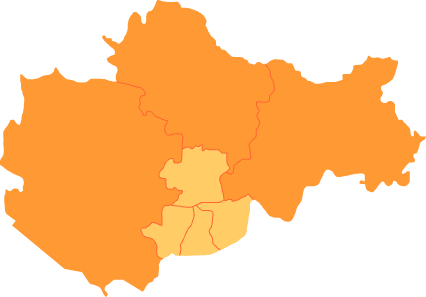
Lage des Kreises Guzhen im Gebiet der bezirksfreien Stadt Bengbu

Guzhen (chinesisch 固镇县, Pinyin Gùzhèn Xiàn) ist ein Kreis der bezirksfreien Stadt Bengbu in der chinesischen Provinz Anhui. Guzhen hat eine Fläche von 1.365 km² und zählt 576.000 Einwohner (Stand: Ende 2018). Sein Hauptort ist die Großgemeinde Chengguan.

## Administrative Gliederung
Auf Gemeindeebene setzt sich der Kreis aus acht Großgemeinden, drei Gemeinden und einer Erschließungszone zusammen. Diese sind:
- Großgemeinde Chengguan (城关镇), Hauptort, Sitz der Kreisregierung;
- Großgemeinde Haocheng (濠城镇);
- Großgemeinde Hugou (湖沟镇);
- Großgemeinde Liancheng (连城镇);
- Großgemeinde Liuji (刘集镇);
- Großgemeinde Renqiao (任桥镇);
- Großgemeinde Wangzhuang (王庄镇);
- Großgemeinde Xinmaqiao (新马桥镇);
- Gemeinde Shihu (石湖乡);
- Gemeinde Yangmiao (杨庙乡);
- Gemeinde Zhongxing (仲兴乡);
- Erschließungszone Guzhen (固镇开发区).